# خالد خلف
خالد خلف (عربی: خالد أحمد خلف؛ زادهٔ ۱۵ اوت ۱۹۸۳) بازیکن فوتبال اهل کویت بود.
از باشگاه‌هایی که در آن بازی کرده‌است می‌توان به باشگاه ورزشی العربی کویت اشاره کرد.
وی همچنین در تیم ملی فوتبال کویت بازی کرده‌است.